# مکا
مَکا یا ماکا نام یکی از ساتراپی‌های هخامنشیان بوده که منطبق با بلوچستان امروزی است و با نام تمدن مگان معروف است.
مکاها همان بلوچ ها هستند.

اشکانیان و بعدها در عهد ساسانیان (تحت عنوان مازون) بوده است.

## جغرافیا
ساتراپی مکا به لحاظ موقعیت جغرافیایی با بلوچستان کنونی که هم اکنون بخشی از آن در خاک ایران و بخش دیگر در کشور پاکستان قرار دارد مطابقت می‌کند.

ایالت مَکا یا گدروزی در شاهنشاهی هخامنشی

همچنین برخی معتقداند این ساتراپی احتمالا کشور های بحرین، امارات متحده عربی بعلاوه بخش های شمالی عمان کنونی را نیز در بر می گرفته است.
بسیاری از مورخان نیز ساتراپی مکا را منطبق بر ساتراپی گدروزیا دانسته اند و تمایزی بین این دو ساتراپی قائل نمی‌شوند و بر این باوراند که گدروزیا نامی بوده است که از سوی یونیان به ساتراپی مکا گفته می‌شد.
منطقه باستانی به نام دیو چر در این مکان است.